# الکترال کالج
یک مجمع گزینندگان یا الکترال کالج (به انگلیسی: electoral college) مجموعه‌ای از انتخاب‌کنندگان است که برای انتخاب یک نامزد برای ادارات خاص انتخاب می‌شوند. اغلب این سازمان‌ها نماینده سازمان‌های مختلف، احزاب سیاسی یا نهاده‌ای مختلف، با هر سازمان، حزب سیاسی یا نهادی است که توسط تعداد خاصی از انتخاب کنندگان یا با رای دادن به یک روش خاص نمایش داده می‌شود.